# Cuilápam de Guerrero
Cuilápam de Guerrero es una población mexicana del estado de Oaxaca, ubicada en la zona sur de los valles centrales de dicha entidad.
Es una localidad con tradiciones y costumbres, dividido en barrios y secciones donde se llevan a cabo fiestas a los santos patrones durante todo el año.

## Toponimia
Es una localidad de influencia mixteca, por lo cual en un principio se le denominó Sahayuco, que quiere decir "al pie del cerro", ya que su ubicación original fue al pie del cerro de Montealbán. Tiempo después adopta el nombre de Cuilapan, y posteriormente se le agregó el apellido Guerrero, porque en ese lugar fue fusilado el héroe Vicente Guerrero en 1831. Cuilapan proviene del náhuatl  y significa "Río Lamoso", de cuitla, 'cosa sucia', y apan, 'río'.

## Historia

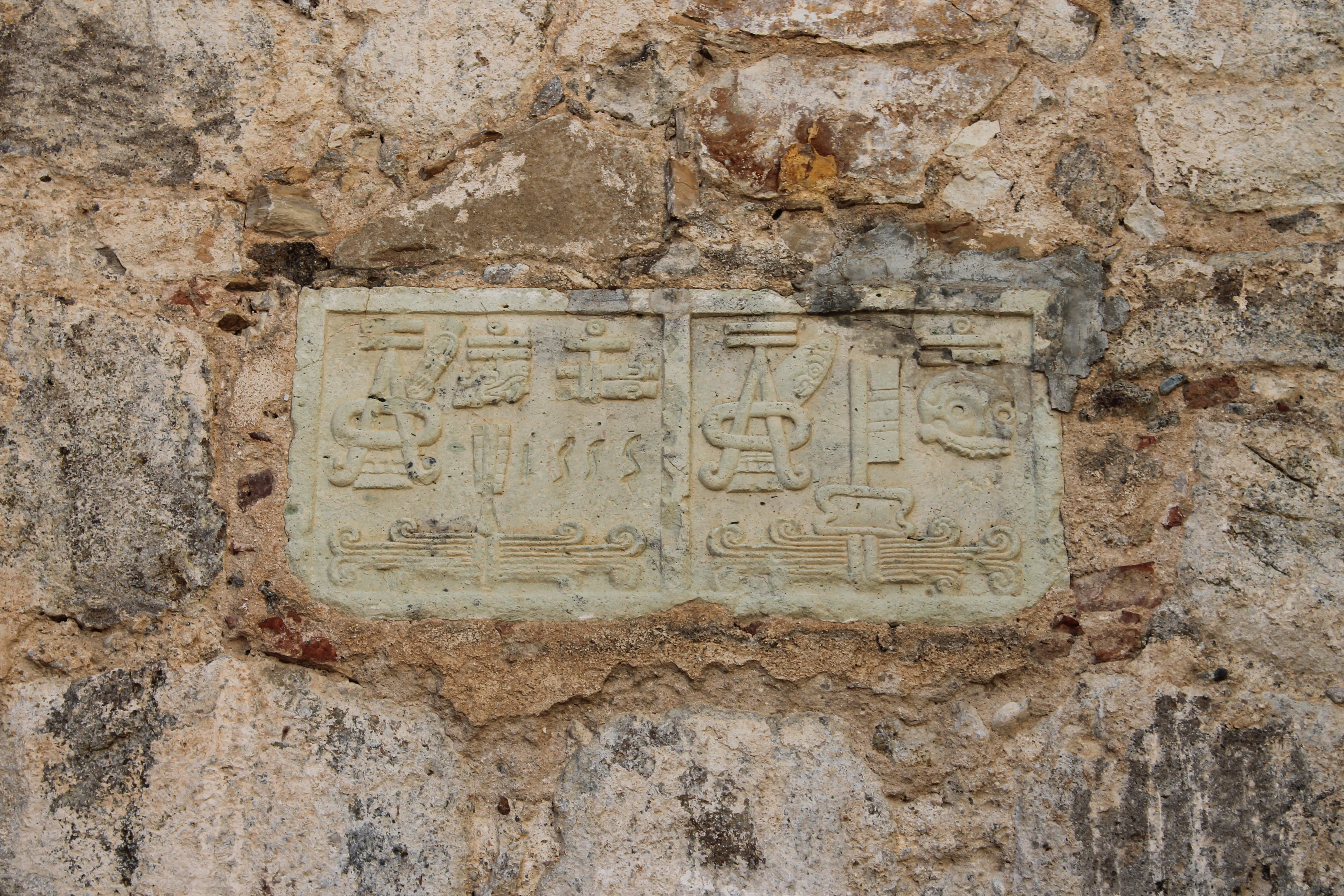
Detalle Tequitqui

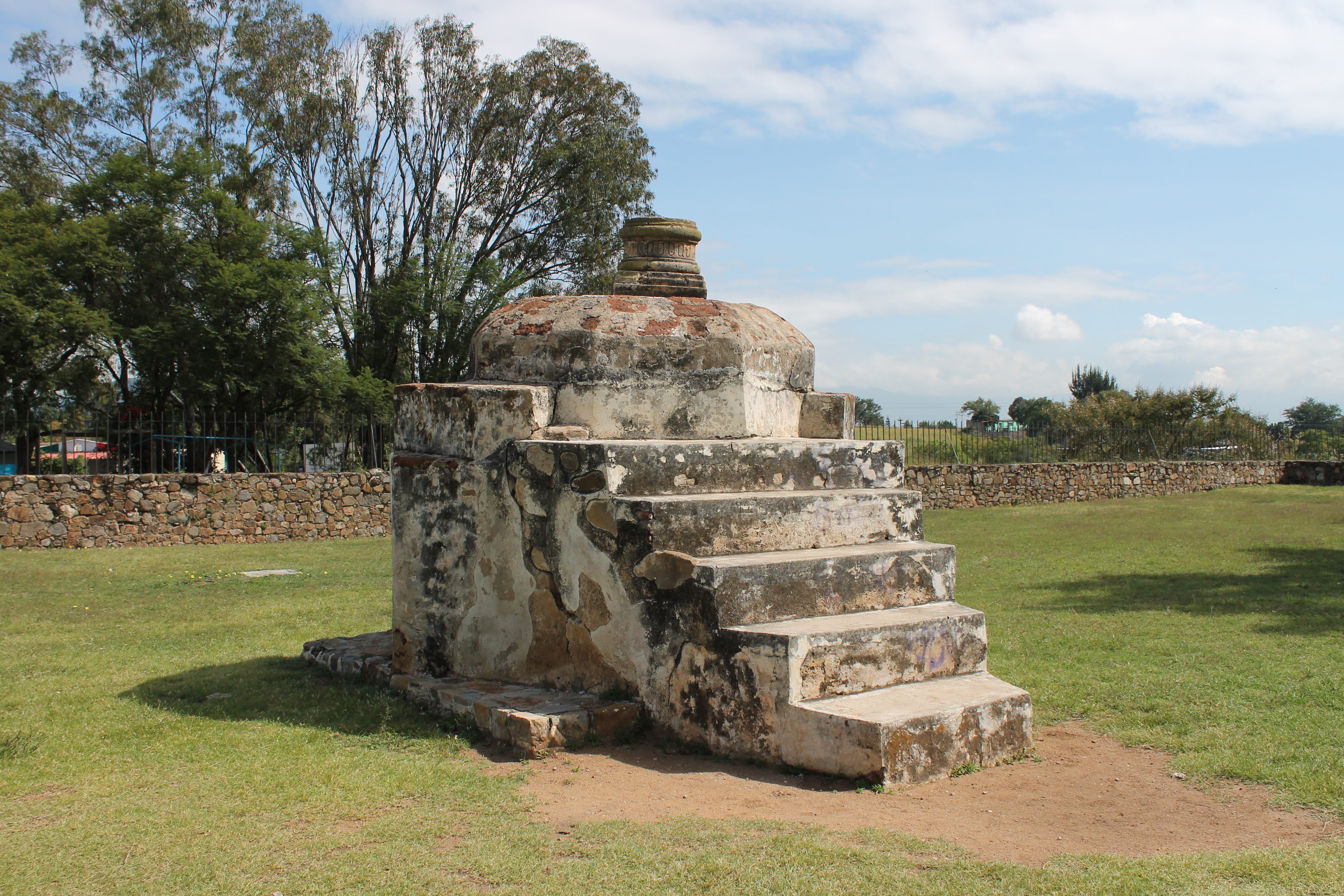
Cruz atrial

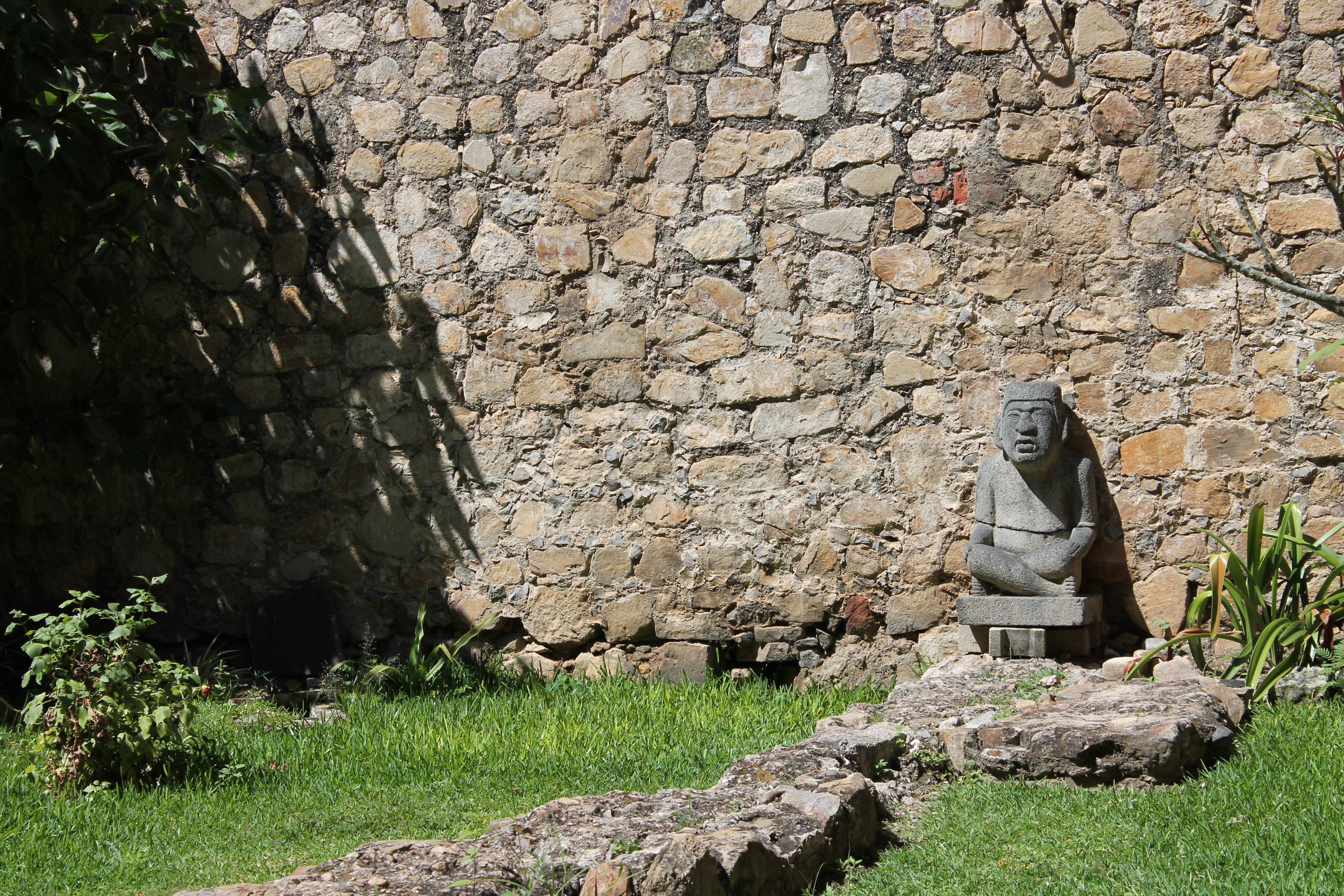
Claustro

La población se estableció en este lugar a instancias de fray Domingo de Aguinaga.
Se hizo para evangelizar a los indígenas.
El 14 de febrero de 1831 en las murallas del convento fue fusilado al amanecer el General Vicente Guerrero, libertador y presidente de México, tras haber sido depuesto de la presidencia y posteriormente traicionado para poder ser entregado y pasado por las armas.

## Ubicación
Se localiza en la parte central del Estado, en la Región de los Valles Centrales, en las coordenadas 16° 59´ latitud norte, 96° 47´ longitud oeste y a una altitud de 1,560 metros sobre el nivel del mar. Limita al norte con San Pedro Ixtlahuaca; al sur con la Villa de Zaachila; al oriente  con Santa Cruz Xoxocotlán y San Raymundo Jalpan; al poniente con la Villa de Zaachila. Su distancia aproximada a la capital del estado es de 10 kilómetros. La superficie total del municipio es de 49.75 km², representa el 0.1% de la superficie total del estado.

## Demografía
De acuerdo con los resultados que presentó el Conteo de Población y Vivienda en el 2010, el municipio cuenta con un total de 18,428 habitantes de los cuales 8,824 son hombres y 9,604 son mujeres. 

## Cultura y turismo

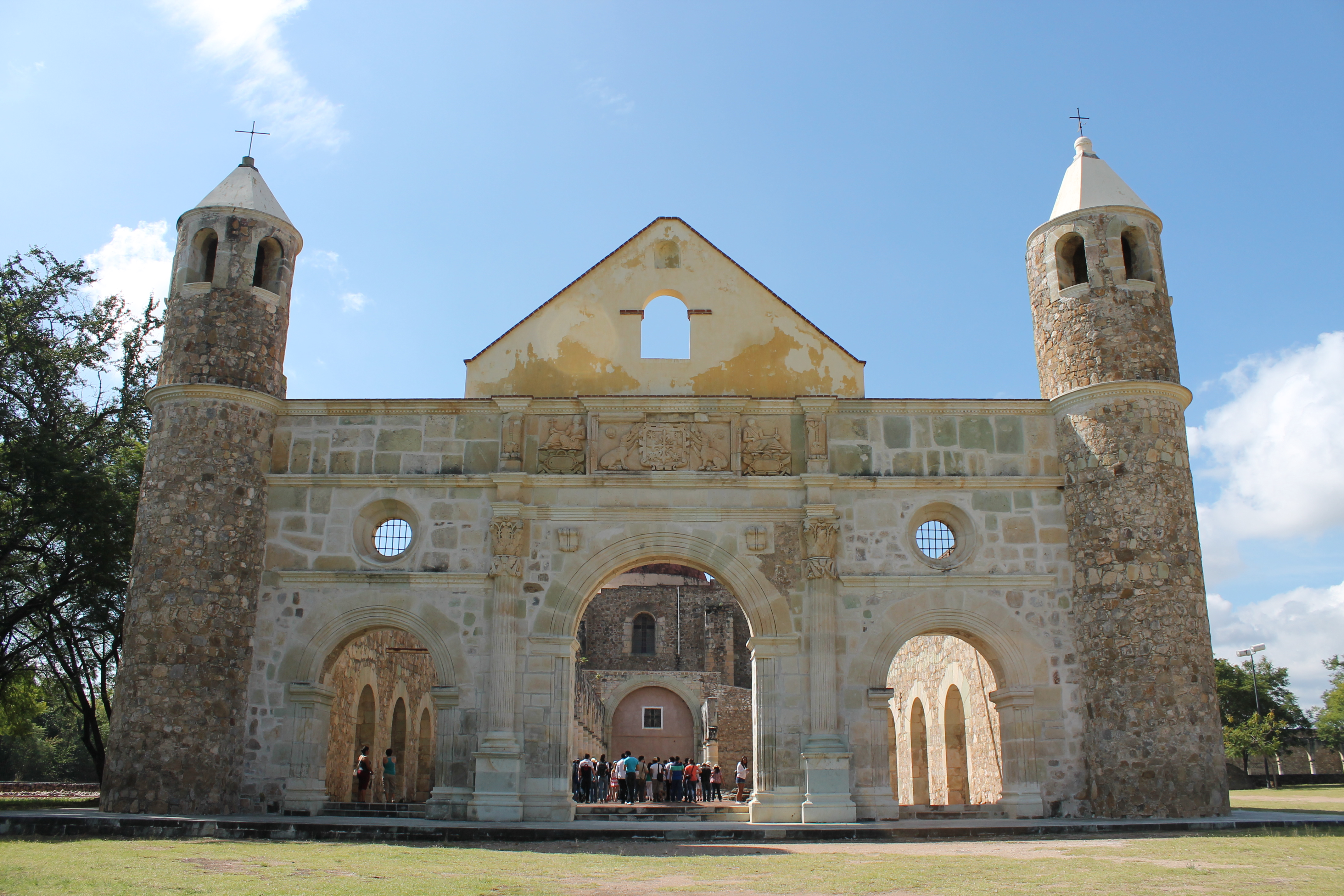
Ex convento de Cuilapam.

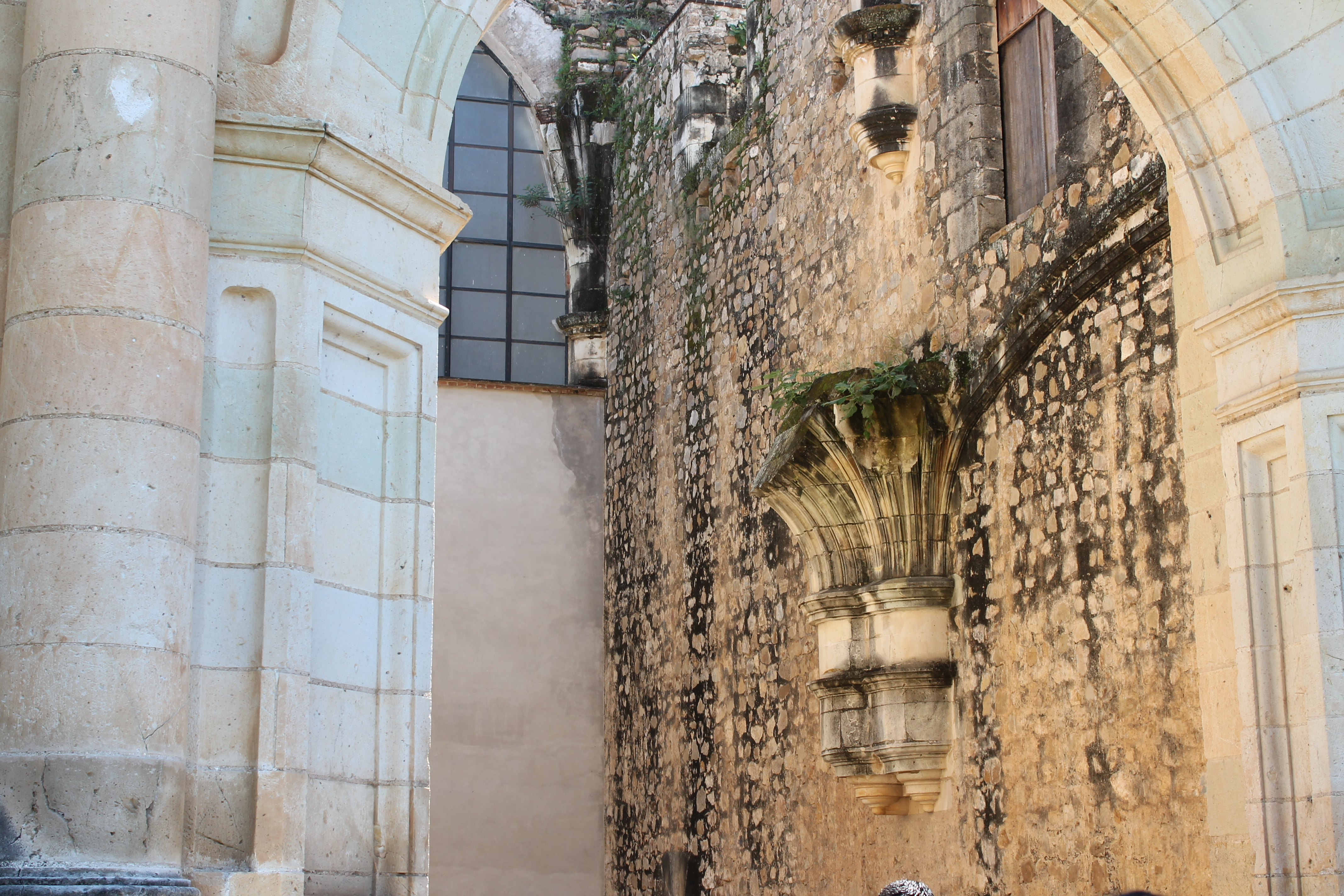
Capitel interior

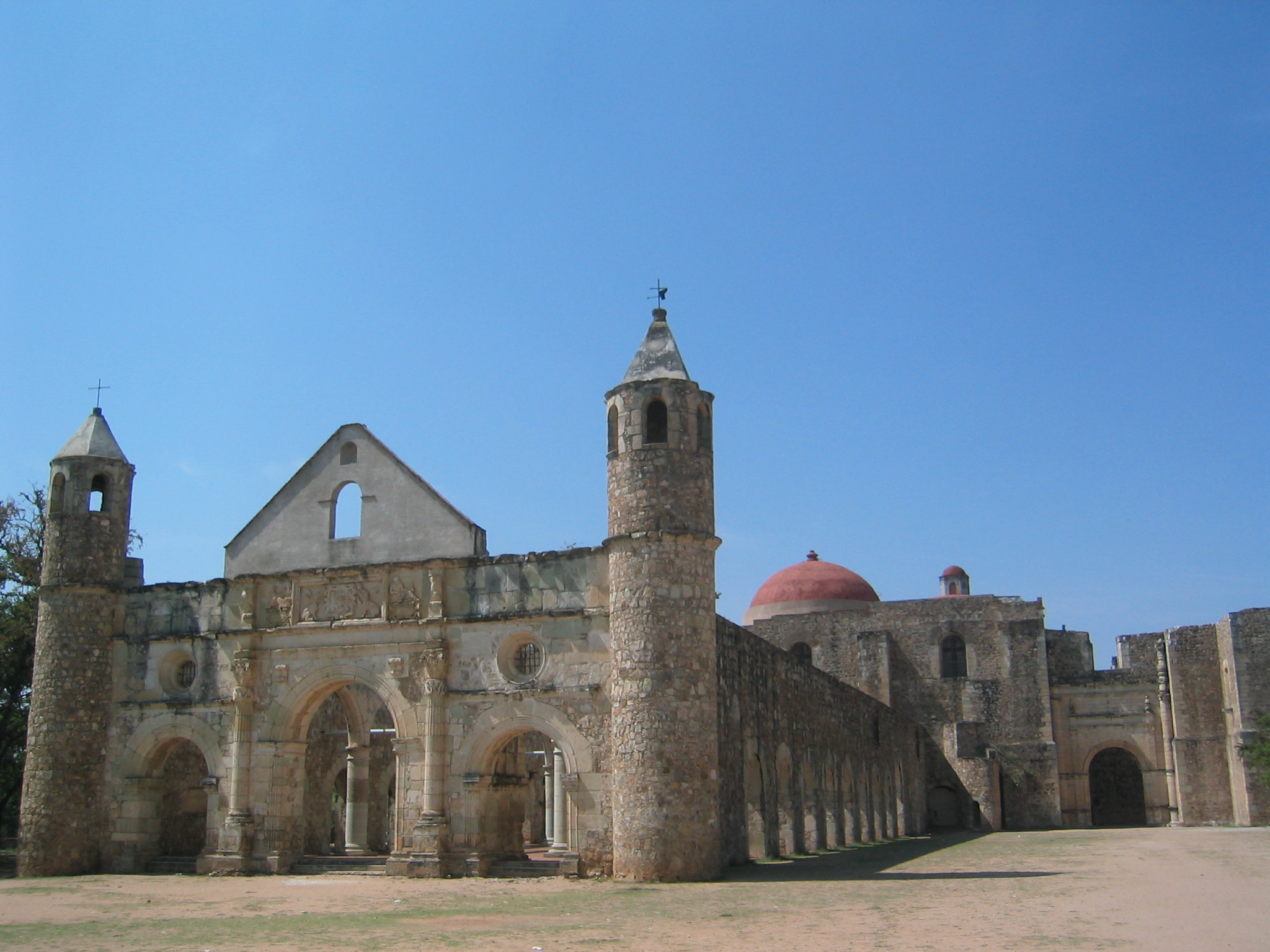
Ex convento de Cuilapam.

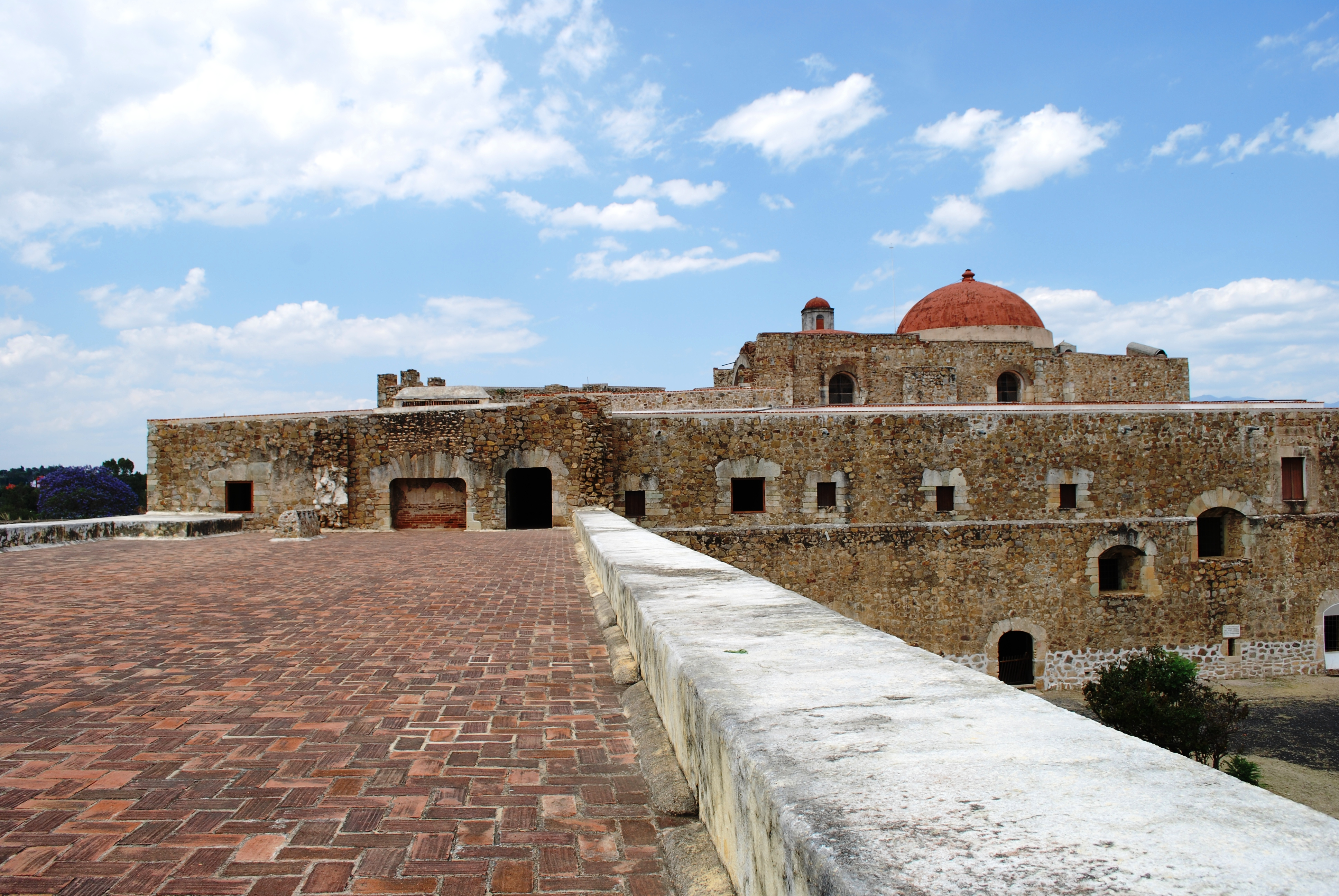
Ex convento de Cuilapam.

El ex Convento de Cuilapan es visitado por turistas nacionales y extranjeros, siendo este el principal punto de atracción y el monumento más relevante del municipio. Es un edificio de siglo XVI, luego, de estilo manierista e indocristiano, que nunca fue terminado, sin que se conozca con exactitud la causa del abandono de la construcción. Se cree que fue la falta de dinero y también errores estructurales. De ahí que exista una leyenda según la cual un pacto fallido con el diablo hace que éste se vengue de haber sido burlado impidiendo la terminación de la obra, porque lo que los humanos construyen de día el diablo lo derriba en la noche.
Son de admirar las columnas toscanas, los arranques de las nervaduras y los restos de pintura al fresco visibles todavía en algunos muros.

## Festividades
Se celebra la fiesta patronal de Santiago Apóstol en el mes de julio, así como también se realizan mayordomías por cada uno de los barrios de la población. Las danzas tradicionales son la danza de la pluma, reconocida a nivel Internacional por la Guelaguetza (fiesta que se desarrolla en el mes de julio en la capital),  La danza de los jardineros. Comparsa de Viejitos, mismas que son ejecutadas en fechas de fiesta en el municipio. Las fiestas patronales y de barrios se acompañan de misas, procesiones, calendas, juegos pirotécnicos, rodeos, carreras de caballos y demás.